# Metál az ész
A Metál az ész a Pokolgép zenekar negyedik nagylemeze, amely 1990-ben jelent meg. Ez volt az utolsó olyan lemez, amelyet a zenekar klasszikus felállása készített. A zenekaron belül ekkor már komoly feszültségek voltak a két gitáros-zeneszerző Kukovecz Gábor és Nagyfi László között. Pazdera György basszusgitáros a Privát rocktörténet című dokumentumfilm-sorozatban,és később egy interjúban Tarca László dobos azt mondta, hogy a két szerző dalait már külön-külön próbálták. A klasszikus Pokolgép ezután a lemez után még egy koncertalbumot jelentetett meg, majd azt követően Nagyfi László gitáros és Kalapács József énekes kiváltak a zenekarból és megalapították az Omen zenekart.

## Az album dalai

### Eredeti kiadás
A oldal
1. Metál az ész (Nagyfi - Kalapács) - 4:45
2. Gyűlölnek (Kukovecz - Kalapács) - 4:21
3. Szabadság szárnyain (Kukovecz - Kalapács) - 5:06
4. Egy az Isten: rock 'n' roll (Kukovecz - Kalapács) - 3:23
5. Indulj! (Kukovecz - Kalapács)- 4:17

B oldal
1. Engedj (Nagyfi - Józsa) - 3:48
2. Kitaszított (Kukovecz - Józsa) - 4:03
3. Ne bántsd a fiút (Nagyfi - Kalapács) - 4:17
4. Késő hősnek lenni (Kukovecz - Józsa) - 3:35
5. A dal érted él (Kukovecz - Kalapács) - 4:39

### Bónusz dalok az eredeti CD-kiadáson
1. Vallomás
2. Újra megszületnék
3. Bon Scott emlékére
4. 1990

### Bónusz dalok a 2012-es CD-újrakiadáson
1. Metál az ész (koncertfelvétel, 1990)

Multimédia bónusz
- Metál az ész (videóklip)

## Közreműködők
- Kalapács József – ének
- Kukovecz Gábor – gitár
- Nagyfi László – gitár, vokál
- Pazdera György – basszusgitár
- Tarca Laszló – dobok